# Sammy O’Leary
Sammy O’Leary (* 2003) ist ein ehemaliger deutscher Kinderdarsteller.

## Leben
Sammy O’Leary hat als Schauspieler in mehreren Fernsehfilmen und in einem Werbespot mitgewirkt. Im Jahr 2012 spielte er die Hauptrolle des Henri Patterson in Staffel 9 der Kinderserie Die Pfefferkörner (5. Detektivgruppe).
Sammy O’Leary hat deutsch-irische Wurzeln.

## Filmografie
- 2012: Die Pfefferkörner (Fernsehserie, 13 Folgen)
- 2016: Mein Sohn, der Klugscheißer (Fernsehfilm)
- 2016: Drei Väter sind besser als keiner (Fernsehfilm)[1]